# De Koog
De Koog – wieś w Holandii w gminie Texel w prowincji Holandia Północna. Liczy około 1300 mieszkańców.
De Koog leży w zachodniej części wyspy Texel, niemal nad samym brzegiem Morza Północnego. Gospodarka miejscowości opiera się przede wszystkim na turystyce (liczne hotele, bary, kawiarnie i kluby). Zanim De Koog stało się nadmorskim kurortem było wsią rybacką. Najstarszymi zachowanymi zabytkami w De Koog są kościół z 1415 roku oraz stojący obok niego dom.

## Galeria

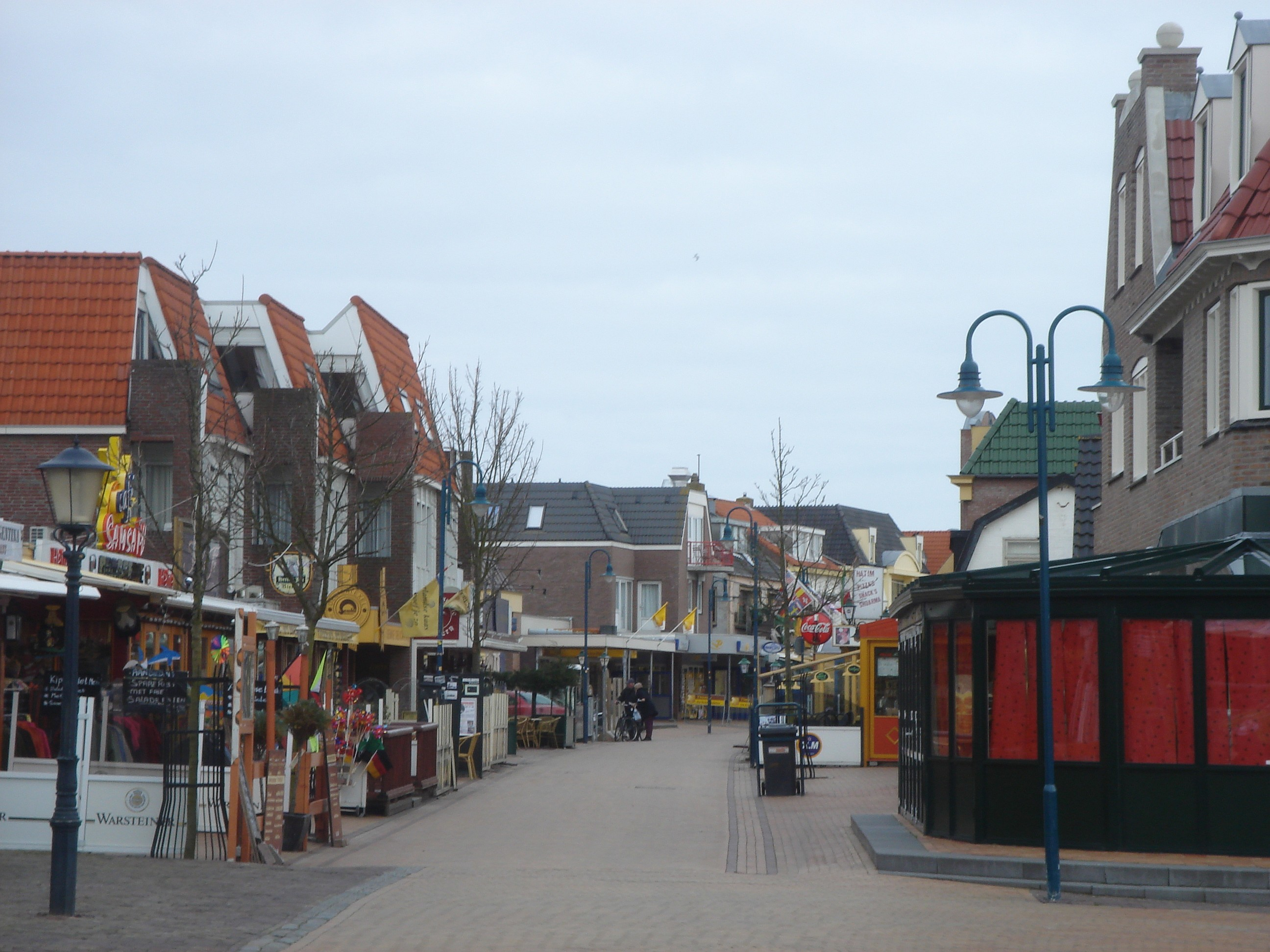
Główna ulica we wsi
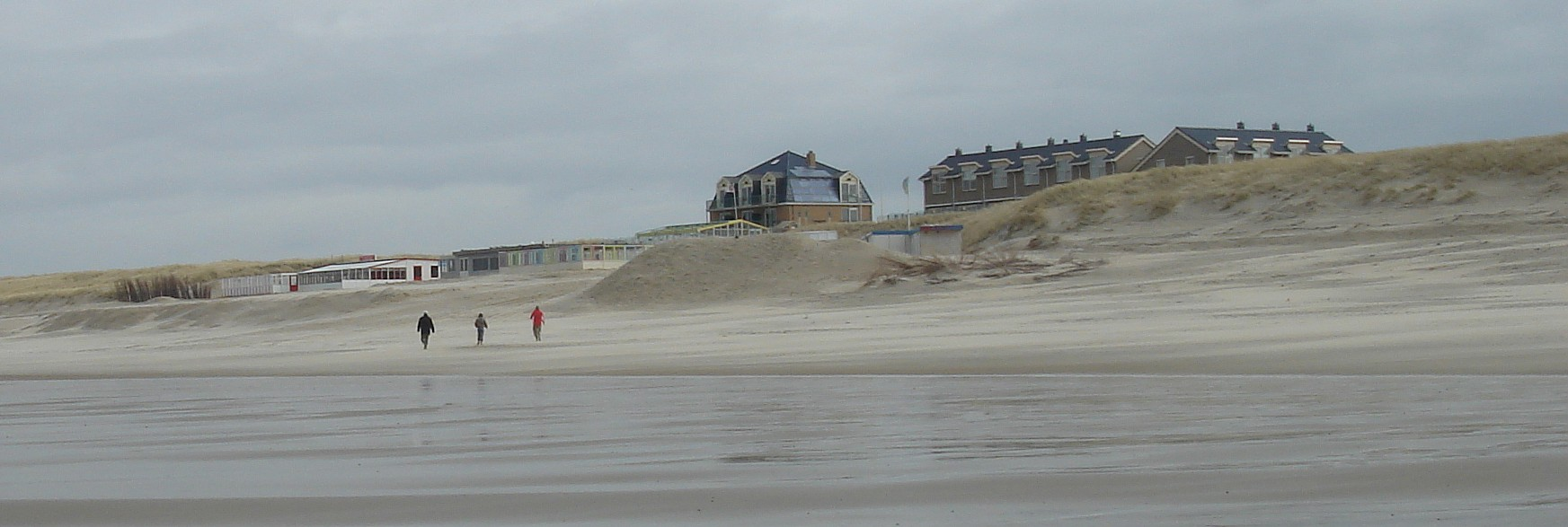
plaża
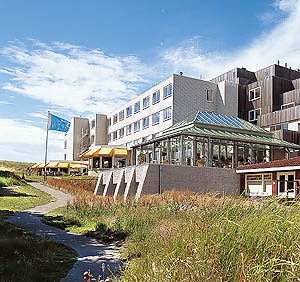
Grand Hotel Opduin
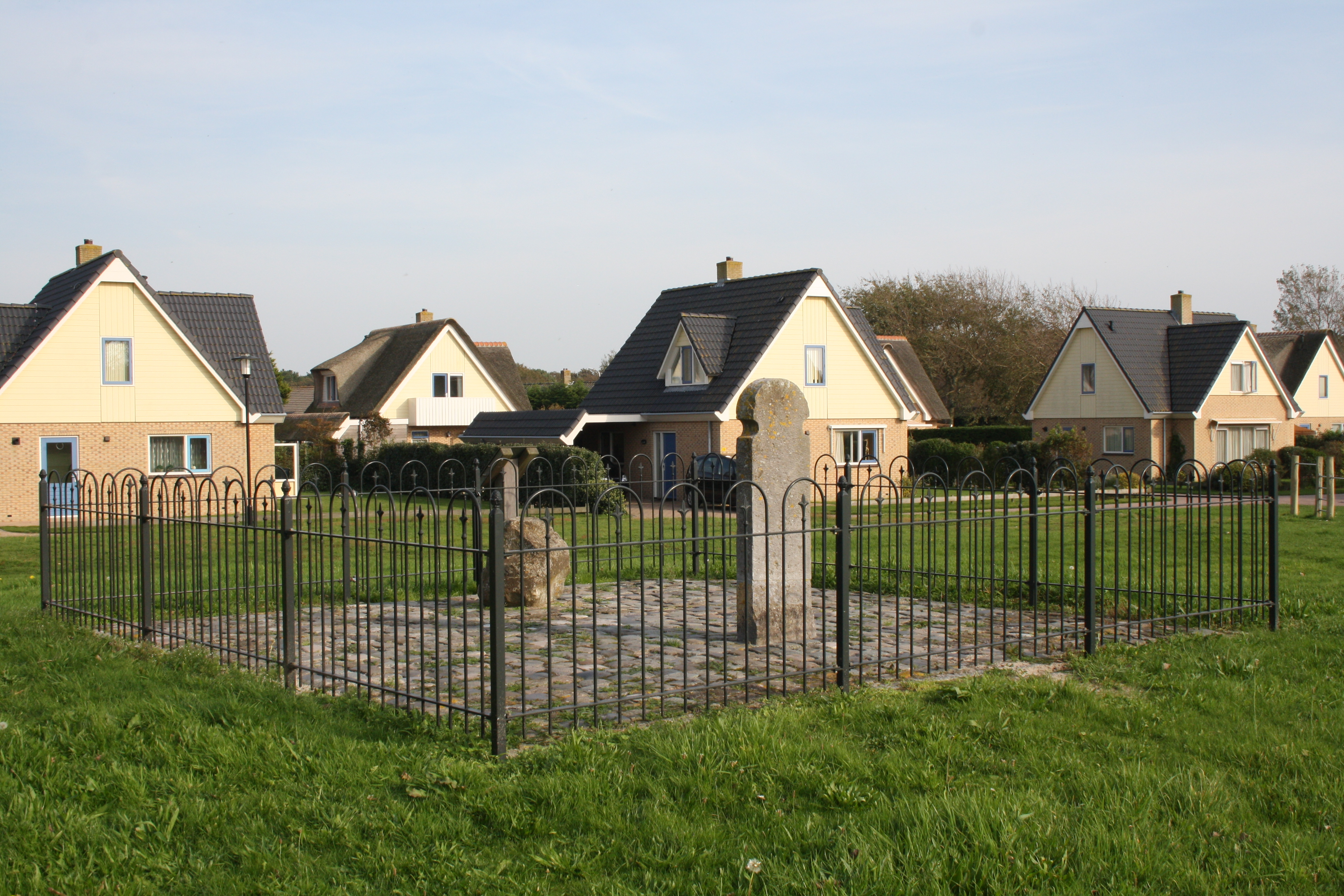
wieś (na pierwszym planie pozostałości starego cmentarz)
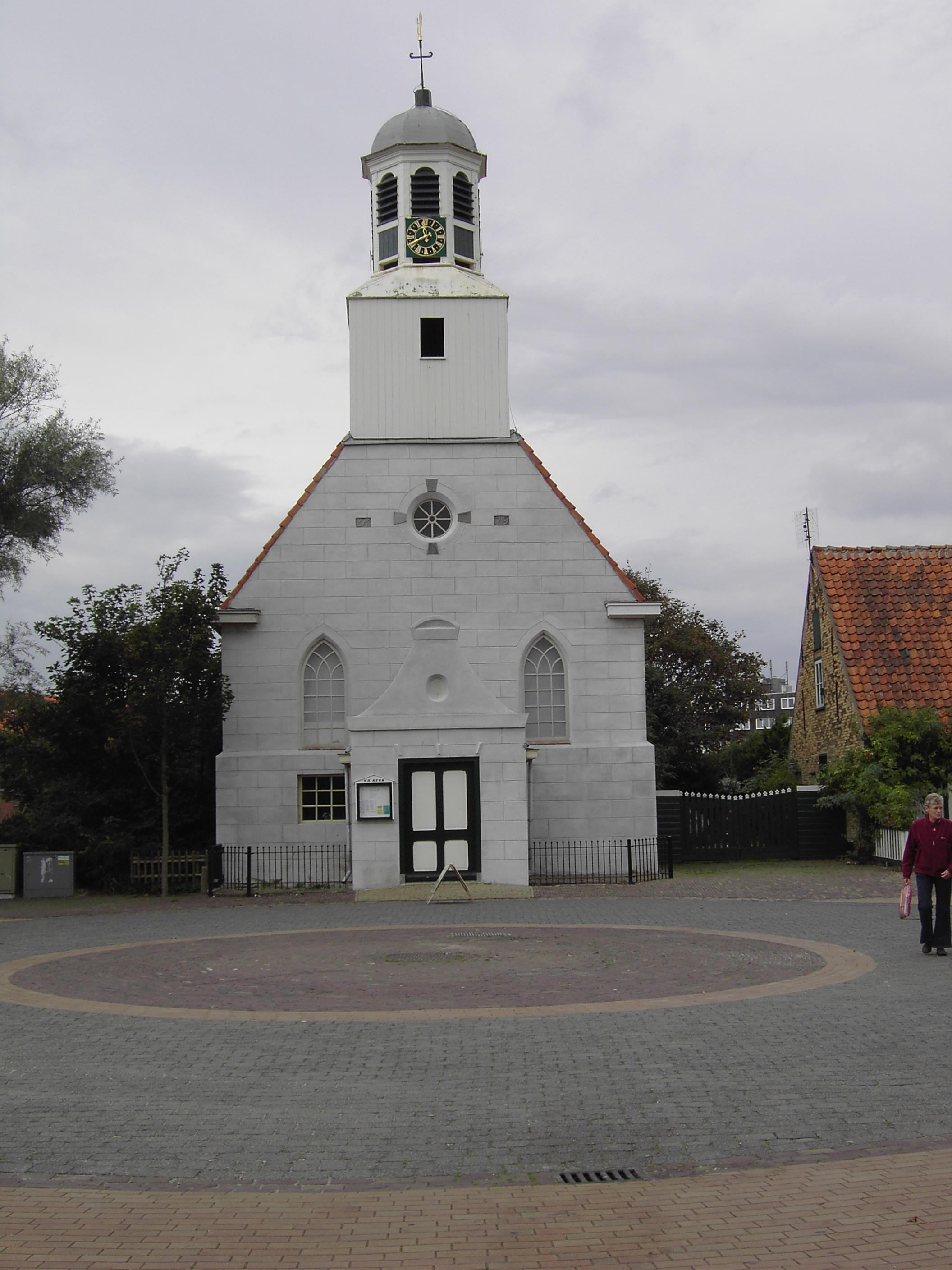
kościół